# 기타노 다케시
기타노 다케시(일본어: 北野 武, 1947년 1월 18일~)는 일본의 영화 감독, 배우, 텔레비전 사회자, 코미디언이다. 코미디언으로 활동할 때 사용하는 예명인 비트 다케시(일본어: ビートたけし 비토 다케시[*])로도 알려져 있다. 도쿄도 아다치구 태생이며 메이지 대학 기계공학과를 중퇴했으나 2004년 졸업이 특별히 인정되었다.
다케시의 영화 《하나비》는 1998년 대한민국의 일본 대중문화 개방 첫해에 개봉된 영화로 알려져 있다.

## 내력

### 어린 시절
도장업자인 아버지 기타노 기쿠지로와 어머니 기타노 사키의 다섯 번째 아이이자 막내로 태어났다. '대나무(竹 타케[*])처럼 모든 것을 견뎌내어 쑥쑥 자라거라.'라는 소망을 담아 다케시(武)라는 이름을 얻었다.

## 작품

### 영화

#### 감독
| 연도   | 제목                         | 크레디트 | 크레디트 | 크레디트 | 비고 |
| 연도   | 제목                         | 감독     | 각본     | 출연     | 비고 |
| ------ | ---------------------------- | -------- | -------- | -------- | --- |
| 1989년 | 《그 남자, 흉폭하다》        | 예       | 아니요   | 예       | 제11회 요코하마 영화제 감독상 |
| 1990년 | 《3-4X10월》                 | 예       | 예       | 예       | 일본영화감독협회 신인상 |
| 1991년 | 《그 여름 가장 조용한 바다》 | 예       | 예       | 아니요   | 제34회 블루리본상 작품상 제34회 블루리본상 감독상 제13회 요코하마 영화제 작품상 제13회 요코하마 영화제 감독상 제6회 타카사키 영화제 특별상 제16회 호치 영화상 감독상                                                                                    |
| 1993년 | 《소나티네》                 | 예       | 예       | 예       | |
| 1995년 | 《모두 하고 있습니까》       | 예       | 예       | 예       | |
| 1996년 | 《키즈 리턴》                | 예       | 예       | 아니요   | 제39회 블루리본상 감독상 제18회 요코하마 영화제 작품상 제11회 타카사키 영화제 최우수작품상 |
| 1997년 | 《하나비》                   | 예       | 예       | 예       | 제54회 베네치아 국제 영화제 황금사자상 제41회 블루리본상 작품상 제41회 블루리본상 각본상 제41회 블루리본상 남우주연상 제22회 일본아카데미상 최우수 음악상 제72회 키네마 준포 베스트10 일본 영화 1위 제23회 호치 영화상 작품상 제23회 호치 영화상 감독상 |
| 1999년 | 《기쿠지로의 여름》          | 예       | 예       | 예       | 후보―1999년 칸 영화제 황금종려상 |
| 2000년 | 《브라더》                   | 예       | 예       | 예       | |
| 2000년 | 《배틀로얄》                 | 아니요   | 예       | 예       | |
| 2002년 | 《돌스》                     | 예       | 예       | 아니요   | 후보―제59회 베네치아 국제 영화제 황금사자상 |
| 2003년 | 《자토이치》                 | 예       | 예       | 예       | 제60회 베네치아 국제 영화제 은사자상 (감독상) 제36회 시체스 영화제 작품상 |
| 2005년 | 《다케시즈》                 | 예       | 예       | 예       | 후보―제62회 베네치아 국제 영화제 황금사자상 |
| 2007년 | 《어느 좋은 날》             | 예       | 예       | 예       | 단편 영화; 《그들 각자의 영화관》 수록 |
| 2007년 | 《감독 만세!》               | 예       | 예       | 예       | |
| 2008년 | 《아킬레스와 거북이》        | 예       | 예       | 예       | 후보―제65회 베네치아 국제 영화제 황금사자상 |
| 2010년 | 《아웃레이지》               | 예       | 예       | 예       | 후보―2010년 칸 영화제 황금종려상 |
| 2012년 | 《아웃레이지 비욘드》        | 예       | 예       | 예       | 후보―제69회 베네치아 국제 영화제 황금사자상 |
| 2015년 | 《8인의 수상한 신사들》      | 예       | 예       | 예       | |
| 2015년 | 《뉴스》(단편)               | 예       | 아니요   | 아니요   | |
| 2015년 | 《모닝》(단편)               | 예       | 아니요   | 아니요   | |
| 2017년 | 《아웃레이지 파이널》        | 예       | 예       | 예       | |
| 2023년 | 《쿠비》                     | 예       | 예       | 예       | |

#### 출연
- 2023년: 쿠비 (首) -토요토미 히데요시
- 2017년: 공각기동대: 고스트 인 더 쉘 (Ghost In The Shell) -다이스케 아라마키
- 2016년: 여자가 잠들 때 (女が眠る時)
- 2015년: 인생의 약속 (人生の約束)
- 2015년: 모즈 (劇場版 MOZU)
- 2005년: 아라키멘타리 (アラキメンタリ ARAKIMENTARI) -트래비스 클로스
- 2004년: 더 골든 컵 원모어 타임(THE GOLDEN CUPS ワンモアタイム) -산마 멘(생마면)
- 2004년: 피와 뼈(血と骨) - 최양일
- 2004년: 이조(IZO) -미이케 다카시
- 2003년: 배틀로얄 II 진혼가(バトル·ロワイヤルII [鎭魂歌]) -후카사쿠 킨지, 후카사쿠 겐타
- 2000년: 배틀 로얄(バトル ロワイアル) -후카사쿠 킨지
- 1999년: 고하토(御法度) -오시마 나기사
- 1999년: 잼·세션 키쿠지로의 여름 <공식해적판>(ジャム・セッション 菊次郎の夏 <公式海賊版>) -시노자키 마코토
- 1999년: 나니와의 경호원(ナニワの用心棒) -이시카와 이치로
- 1999년: 잔쿄(残侠 ZANKYO) -세키모토 이쿠오
- 1998년: 도쿄 아이즈 (TOKYO EYES) -Jean-Pierre Limosin
- 1995년: 고닌(The Five, 5人: GONIN) -이시이 다카시
- 1995년: 코드명J(JM: Johnny Mnemonic) -로버트 론고
- 1993년: 교조탄생(教祖誕生) -텐마 토시히로
- 1992년: 은구슬마사양(銀玉マサやん) -무라이시 히로치카
- 1992년: 에로틱한 관계(エロティックな関係) -와카마츠 코지
- 1992년: 물고기에서 다이옥신!!(魚からダイオキシン！！) -우자키 류도
- 1992년: 수라의 전설(修羅の伝説) -이즈미 세이지
- 1990년: 참살하라 끊어지지 않는 것, 그것은 사랑(斬殺せよ　切なきもの、それは愛) -스도 히사시
- 1990년: 별을 뒤따르는 것(ほしつぐもの) -코미즈 카즈오
- 1988년: 아네고(姐御) -타카모리 류이치
- 1986년: 코믹잡지따위 필요없어!(コミック雑誌なんかいらない！) -타키타 요우지로우
- 1985년: 야차(夜叉) -후루하타 야스오
- 1985년: 슬픈 기분으로 조크(哀しい気分でジョーク) -세가와 마사하루
- 1983년: 10층의 모기(十階のモスキート) -최양일
- 1983년: 전장의 크리스마스(戰場のメリ クリスマス: Merry Christmas, Mr. Lawrence) -오시마 나기사
- 1982년: 여름의 비밀(夏の秘密) -카와카미 히로미치
- 1981년: 완전히 그 기분으로(すっかり・・・その気で！) -코타니 츠구노부
- 1981년: 마논(マノン) -히가시 요이치
- 1981년: 덤프 철새(ダンプ渡り鳥) -세키모토 이쿠오
- 1980년: 마코토짱 (まことちゃん) -시바야마 츠토무

### 드라마
- 이다텐~도쿄 올림픽 이야기~(2019년, NHK) - 5대 코콘테이 신쇼

### 저서
- 《다케시의 낙서 입문》 (たけしの落書き入門) (2012년, 세미콜론, ISBN 978-89-8371-598-2)

### 게임
- 용과 같이 6: 생명의 시 - 히로세 토오루

## 논란

### 혐한 발언
종종 혐한 발언을 해 논란을 일으켰다.
- "한국은 대통령이 상태가 나빠지면 일본을 비난한다. 대통령 직을 그만두고 나중에 체포되기도 한다. 이상한 나라"
- "무작정 한국 드라마들이 들어오고 있다. 보통이라면 (한류를) 따돌려야 한다"
- "일본에 돈을 받아낼 목적으로 역사 문제로 시비 거는 뻔뻔한 나라" (책 "위험한 일본학")
- "한국의 드라마와 영화는 죄다 일본 것을 베꼈다", "독도를 강탈한 나라의 드라마를 좋아해선 안 된다"